# Ivana Tomljenović-Meller
Ivana Tomljenović udano Tomljenović-Meller (Zagreb, 2. rujna 1906. – Zagreb, 30. kolovoza 1988.) bila je hrvatska avangardna umjetnica i športašica. Kćer je hrvatskog bana Tomislava Tomljenovića, sestra prvog organizatora hrvatskog turnira u bridžu Jurja Tomljenovića i tetka hrvatskog odvjetnika Marijana Hanžekovića. Bila je poznata po ljevičarskim stavovima.
Od njenih se umjetničkih radova ističu fotografije i slike u tehnici tempere. Najpoznatija je fotomontaža Diktatura kralja Aleksandra, vrhunsko djelo t.zv. Nove vizualnosti s Bauhausa. Značajan je broj radova u zbirci Sudac.

## Životopis
Imala je tri sestre i brata. Obitelj joj je voljela umjetnost, bila je bogata, a i po očevoj i majčinoj strani dala je brojne odvjetnike, liječnike, profesore, umjetnike i ine intelektualce. Zbog svojih je osebujnih stavova bila neomiljena u obitelji i smatrana "crnom ovcom".  
Od ranog djetinjstva bavila se športom, neuobičajeno za žensku djecu tog razdoblja. Športom se bavila i poslije, postigavši velike rezultate. Pokazala se izvrsnom atletičarkom, rukometašicom i košarkašicom. U atletici osvojila je nekoliko odličja za skok u dalj, skok u vis i bacanje diska. Bavila se tenisom, skijala je i vozila je kajak. I u djevojčadskim je športovima postigla uspjeh koji je možda njen najveći uspjeh: bila je članica jugoslavenske reprezentacije u hazeni, s kojom je osvojila srebrno odličje na svjetskom prvenstvu u Pragu. 
Studirala je na ALU u Zagrebu gdje je diplomirala slikarstvo u klasi profesora Ljube Babića. Potom je bila na poslijediplomskom studiju u Beču na Visokoj školi za umjetnički obrt gdje je proučavala metal. Nadahnuta predavanjem Hannesa Meyera, s još nekoliko studenata prekinula je studij i otišla u Dessau radi studiranja na Bauhausu. Bila je među rijetkim hrvatskim studenticama u Bauhausu. Ondje je studirala od 1929. godine. Pod utjecajem Bauhausa upisala je fotografiju kod Peterhansa. Njeno veliko fakultetsko obrazovanje bilo je još jedna osobina po čemu je odudarala od žena svog vremena.
Kad je prof. Hannes Meyer zbog svog radikalnog ljevičarstva napustio Bauhaus jer se sve više zamjerao nacistima koji su bili u usponu, uskoro je to 1931. učinila i Ivana Tomljenović.
Otišla je u Berlin, gdje se je kraće zadržala. Ondje je radila scenografije za kazalište Wahler. Također je radila fotomontaže i plakate za filmove. Poslije je boravila u Parizu a poslije u Pragu sa suprugom Alfredom Mellerom, stručnjakom za elektroniku koji je radio u Philipsu. Radili su luminokinetičke instalacije i kinetičke aranžmane za izloge ekskluzivnih trgovina. Njihova su djela privukla veliku pozornost kupaca. Suprug joj je umro nakon godine dana braka te je Tomljenovićeva kao mlada ostala udovica. Potom je otišla u Beograd gdje je Beograd gdje je također boravila kratko vrijeme. Ondje je predavala crtanje i radila plakate za prvu tvornicu aviona Rogožarski. 1935. se je vratila u Zagreb. Ondje se je nakon 7 godina boravka po inozemstvu zaposlila kao profesorica likovnog odgoja na ondašnjoj Trećoj ženskoj gimnaziji, gdje je radila sve do odlaska u mirovinu. Osim rad u školi, zadnjih 15 godina radila je kao turistički vodič, jer je izvrsno govorila strane jezike: njemački, francuski i talijanski jezik.
Na njeno ljevičarsko formiranje utjecao je šport i studij. Kao športašica od rane je mladosti putovala sa športašima na razne inozemne turnire i došla u dodir s lijevim idejama koje su se u ono vrijeme širile Europom. Znanstveno-umjetnički na nju su utjecali profesori i studenti na Bauhausu među kojima je bilo mnogo ljevičara. Vremenom je postala ljevičarka, družila se je s komunističkim ilegalcima, što njen otac, ban Tomislav, inače unitarist, nije odobravao.
Iako je bila ljevičarka, nikad nije bila članicom Partije. Poslijeratni ju je režim u domovini razočarao. Ljevičarska joj je ideja bila lijepa "dok se o njoj raspravljalo u salonima Berlina i Pariza, a kada je ta ideja doživjela vulgarizaciju u stvarnom životu bivše Jugoslavije, okrenula se drugim stvarima i hedonizmu", prekinuvši i slikarsku i fotografsku karijeru.

## Zanimljivosti
Bila je djeverušom na vjenčanju kralja Aleksandra i kćeri rumunjskog kralja Ferdinanda 1922. godine
Bila je prijateljicom i poznanicom brojnih svjetski poznatih umjetnika, političara, vojnih osoba i dr.
O njoj su sve do 1983. znali samo u najužem krugu stručnjaka.
Hazenu je zaigrala kao učenica 6. razreda gimnazije. Jednom je rekla "Naša nastavnica Ivana Hirschmann znala je završiti sat gimnastike veselom i živom igrom. U početku smo je zvali rukomet, a kasnije prihvatile ime hazena. Golove smo označile stalcima za skok uvis, na prsima smo nosile crvene ili plave kokarde." Budući da su učenice u slobodno vrijeme same dolazile na igralište, da bi se naigrale, Ivana Tomljenović svjedočila je kako su golove označavale vinogradarskim kolcima.